# Episodi di Black Out (prima stagione)
La prima stagione della serie televisiva Black Out (intitolata Black Out - Vite sospese), composta da 8 episodi, è stata trasmessa in prima visione e in prima serata su Rai 1 dal 23 gennaio al 6 febbraio 2023.
| nº | Titolo                   | Prima TV        |
| -- | ------------------------ | --------------- |
| 1  | Il gioco del destino     | 23 gennaio 2023 |
| 2  | Una scelta impossibile   | 23 gennaio 2023 |
| 3  | Schegge di passato       | 24 gennaio 2023 |
| 4  | Imprigionati nella valle | 24 gennaio 2023 |
| 5  | Il sospetto              | 30 gennaio 2023 |
| 6  | Una nuova speranza       | 30 gennaio 2023 |
| 7  | Il peso della verità     | 6 febbraio 2023 |
| 8  | Rivelazioni              | 6 febbraio 2023 |

## Il gioco del destino
- Diretto da: Riccardo Donna
- Soggetto di: Michelangelo La Neve, Peppe Millanta, Michela Straniero, Valerio D'Annunzio e Andrea Valagussa
- Scritto da: Peppe Millanta, Michela Straniero, Andrea Valagussa e Valerio D'Annunzio

### Trama
Valle del Vanoi, Vigilia di Natale.
Il broker finanziario Giovanni Lo Bianco, dopo la morte della moglie, decide di prendersi una vacanza in un lussuoso hotel in Trentino nel tentativo di trovare un po' di serenità per sé e i due figli, Riccardo ed Elena. Quando scopre che in una baita nella stessa valle è nascosta Claudia Schneider, testimone di giustizia sotto protezione per aver assistito a un omicidio camorrista a Napoli, progetta di ucciderla per evitare che i suoi figli scoprano chi è veramente e che il castello di menzogne costruito attorno alla sua carriera crolli: egli è infatti il fratello di uno spietato boss, e pur avendo cambiato cognome è ancora invischiato negli affari di famiglia.
Mentre i figli si divertono sulla neve, nel bosco Giovanni pedina Claudia, la quale sta cercando la figlia Anita, che è scappata perché stanca di fare la vita sotto protezione senza poter vivere una vita normale e che ha una relazione segreta con Lorenzo, figlio dei proprietari dell'hotel; l'uomo si accinge a spararle con un fucile rubato a un cacciatore, ma una valanga stravolge i suoi piani. Ritornato all'albergo, scopre che Riccardo è disperso insieme ad Anita e che Elena ha riportato un grave trauma cranico per cui l'unica a poterla curare è proprio Claudia, che in realtà è un primario di pronto soccorso. Giovanni non è più così sicuro di dover portare a termine il piano e si mette alla ricerca dei ragazzi insieme all'ex marito di Claudia, Marco, arrivato anch'egli da poco in Trentino in vacanza con la sua nuova compagna Irene, infermiera, con l’intento di portare via Anita, chiamato proprio dalla figlia facendo saltare la loro copertura e obbligandole a un trasferimento d'urgenza in attesa del processo.
La valanga ha inoltre bloccato l'unico tunnel che permette l'accesso al paese, ha travolto l'auto del carabiniere che stava per portare Claudia e la figlia in una nuova località protetta e ha fatto saltare tutte le linee, per cui i soccorsi non possono arrivare alla valle in breve tempo.
- Altri interpreti: Diego Facciotti (maresciallo Alessandro Piani).
- Ascolti: telespettatori 4 366 000 – share 20,32%[5].

## Una scelta impossibile
- Diretto da: Riccardo Donna
- Soggetto di: Michelangelo La Neve, Peppe Millanta, Michela Straniero, Valerio D'Annunzio e Andrea Valagussa
- Scritto da: Peppe Millanta, Michela Straniero, Andrea Valagussa e Valerio D'Annunzio

### Trama
Un anno prima.
Giovanni riceve dal fratello Rocco, boss camorrista, l'incarico categorico di uccidere Claudia, poiché lei lo ha visto in faccia mentre uccideva in ospedale un suo ex scagnozzo che voleva denunciarlo, costringendolo quindi alla latitanza. Rocco dice inoltre al fratello, il quale aveva promesso alla moglie che non si sarebbe più occupato dei suoi affari e che avrebbe cambiato vita per il bene dei loro figli, che la famiglia viene prima di tutto e che se la giustizia lo incastrerà allora si aprirà una voragine che inevitabilmente inghiottirà anche lo stesso Giovanni, che all'insaputa di tutti ripulisce i soldi del fratello, rovinando la reputazione che si è costruito.
Presente, Natale dell'anno 2022.
Riccardo torna all’albergo e indica il punto nel quale ha lasciato Anita, che così viene ritrovata. Anita non rinuncia al proposito di lasciare il programma di protezione, così chiede a Lorenzo di partire insieme. Tuttavia, Claudia finisce in shock anafilattico a causa di alcuni medicinali ai quali è allergica e che Giovanni ha sostituito ai suoi tranquillanti sottraendoli al banco del bar; Marco recupera il cortisone alla baita, Irene si prende cura di lei e Anita, riaccompagnata da Lorenzo, torna in lacrime dalla madre scusandosi per come si è comportata. Giovanni prova forti sensi di colpa, ma poi Marco lo informa che Claudia si è ripresa e sta bene.
Lidia Ercoli, giovane appuntato dei Carabinieri, rimasta l'unica rappresentante delle forze dell'ordine nella valle, controlla le case degli sfollati che per il momento dovranno essere ospitati nell'hotel. Lidia raggiunge l'auto del maresciallo, col quale aveva una relazione, insieme al barista Karim, che scardina una portiera: la giovane donna è disperata nel constatare che l’amato è morto, anche perché ha scoperto di aspettare da lui un figlio solo il giorno prima, poco prima che lui partisse senza aver avuto nemmeno il tempo di dirglielo.
Giovanni si confida con Claudia riguardo all'inadeguatezza che prova per non aver saputo proteggere Elena, ancora in coma ma stabile, come aveva promesso alla moglie, e lei gli assicura che non ha colpe per quanto accaduto; poco dopo Riccardo si siede accanto alla sorella per leggerle il romanzo Moby Dick. Nel frattempo l'anziano Giorgio, che vive in una baita isolata ed è cognato di Max Zanin, proprietario dell'hotel con il quale non è in buoni rapporti, raggiunge i resti di un elicottero russo precipitato che aveva sorvolato la valle il giorno precedente e trova tre piloti, uno dei quali è ferito ma ancora vivo.
- Altri interpreti: Dino Sabanovic (pilota russo).
- Ascolti: telespettatori 3 886 000 – share 21,87%[5].

## Schegge di passato
- Diretto da: Riccardo Donna
- Soggetto di: Michelangelo La Neve, Peppe Millanta, Michela Straniero, Valerio D'Annunzio e Andrea Valagussa
- Scritto da: Peppe Millanta, Michela Straniero, Andrea Valagussa e Valerio D'Annunzio

### Trama
Tre anni prima.
Claudia esce dall'ospedale di San Gennaro a fine turno camminando dietro a un camorrista appena dimesso, quando è testimone del suo omicidio per mano di Rocco Nisi, il quale cerca di uccidere anche lei ma scappa quando s'inceppa l'arma.
26 dicembre 2022, due giorni dopo la valanga.
La dottoressa Claudia capisce che qualcuno ha provato a ucciderla causandole lo shock anafilattico e, d'accordo con il proprietario dell'hotel Max Zanin e con l'appuntato Lidia Ercoli, viene messa al sicuro all'interno della struttura sorvegliata con un'arma dall'ex marito. Lidia, non accorgendosi di essere seguita da Giovanni, va al comando dei Carabinieri per cercare un fascicolo riguardante gli affiliati del clan di Lo Bianco, ma non lo trova. Giorgio soccorre il pilota sopravvissuto allo schianto dell'elicottero militare russo e lo porta in albergo.
27 dicembre 2022, tre giorni dopo la valanga.
Lidia pensa che il fascicolo possa essere nell'auto del maresciallo, del quale hanno appena recuperato il corpo e celebrato il funerale: chiede quindi a Karim di andare sul posto, ma Giovanni lo anticipa e riesce a spingere l'auto nel dirupo ferendosi a una mano. Lidia si confida con Claudia raccontandole di essere diventata carabiniere per far contento suo padre e di essere rimasta incinta del maresciallo ma di non sapere cosa fare perché ha scoperto da una fotografia che lui aveva moglie e figli.
Guidati da Giorgio, che sa dove è caduto l'elicottero, Marco, Giovanni, Max e Lidia si mettono in cammino per raggiungere il velivolo e provare a utilizzare la radio per lanciare un SOS. Nel frattempo, il pilota russo muore dopo aver farfugliato a Irene una frase nella propria lingua: Konets sveta (Fine del mondo). Claudia racconta a tutti gli ospiti dell'albergo la sua storia perché non vuole più nascondersi, sfidando chi ha tentato di ucciderla.
Di notte qualcuno si introduce nella biblioteca e, dopo aver letto in un dizionario dal russo all'italiano il significato di Konets sveta, getta il libro tra le fiamme del caminetto.
- Ascolti: telespettatori 4 138 000 – share 20,65%[6].

## Imprigionati nella valle
- Diretto da: Riccardo Donna
- Soggetto di: Michelangelo La Neve, Peppe Millanta, Michela Straniero, Valerio D'Annunzio e Andrea Valagussa
- Scritto da: Peppe Millanta, Michela Straniero, Andrea Valagussa e Valerio D'Annunzio

### Trama
Sette anni prima.
A Roma, Claudia racconta a Marco della proposta che ha ricevuto di diventare primario di pronto soccorso a Napoli per cinque anni, e lui, nonostante sia entusiasta per il successo sempre maggiore che sta riscuotendo la propria officina, è contento della sua promozione e decide di seguirla.
Cinque anni prima.
Marco confessa alla moglie di essere andato a letto con un'altra a causa della scarsa attenzione che gli riserva poiché troppo impegnata con il lavoro, e lei lo manda via di casa.
28 dicembre 2022, quattro giorni dopo la valanga.
Nel caminetto vengono ritrovati i resti del dizionario russo-italiano. Quando Lorenzo e Anita fanno di nascosto il bagno nella piscina riscaldata, la corrente salta di nuovo a causa di un guasto alla centralina dovuto a un sovraccarico di tensione e quindi cessa di funzionare anche il respiratore di Elena. Giovanni fa a botte nel garage dell'albergo con Ruggero Volturno perché vuole usare la benzina delle auto di Ruggero e di altri per riattivare il generatore per salvare la figlia; Lidia, dopo averli fatti smettere sparando un colpo in aria, confida a Karim di non sentirsi all'altezza della divisa che porta, ma lui riesce a confortarla. Anche Riccardo arriva alle mani con Lorenzo davanti ai clienti dopo aver saputo che lui ha chiesto ad Anita di non far parola con nessuno del fatto che sono stati in piscina e che questo ha fatto perciò saltare la corrente mettendo a rischio la vita della sorella.
Giovanni salva la vita a Claudia quando le sta per crollare addosso il tetto in legno dell'ambulatorio dove i due stanno recuperando dei medicinali. La dottoressa ha dei tremolii alle mani dovuti alla sospensione degli ansiolitici e ne discute con l'ex marito. Anita e Lorenzo si scusano con Riccardo per essere stati incoscienti, e lui accetta. Lorenzo se ne va seccato quando Anita gli dice che è ancora vergine, e la ragazza piange davanti al padre al rientro in camera dicendogli di sentirsi continuamente fuori posto come se le mancasse qualcosa. Marco e il maestro di sci Luca chiedono aiuto a Giorgio per scalare l'alta ferrata, ma questo non vuole aiutarli e allora si organizzano con Max. Giovanni ruba i documenti che Max stava tenendo al sicuro, dato che avrebbero potuto essere usati per risalire a lui.
La mattina seguente, prima della partenza, Max viene trovato morto nella sua auto, ucciso da qualcuno che tuttavia non sembra essere Giovanni.
- Ascolti: telespettatori 3 781 000 – share 23,08%[6].

## Il sospetto
- Diretto da: Riccardo Donna
- Soggetto di: Michelangelo La Neve, Peppe Millanta, Michela Straniero, Valerio D'Annunzio e Andrea Valagussa
- Scritto da: Peppe Millanta, Michela Straniero, Andrea Valagussa e Valerio D'Annunzio

### Trama
Valle del Vanoi, trent'anni anni prima.
Max, la sua prima moglie Miriam e suo cognato Giorgio stanno compiendo una grande scalata. Un anno dopo Miriam, madre di Petra, scopre che Max la tradisce da tempo con una cameriera, Sarah, e che vuole chiedere il divorzio. Miriam, sconvolta, affronterà la scalata morendo per un incidente.
29 dicembre 2022, cinque giorni dopo la valanga.
Il gruppo è sconvolto per la morte di Max e si pensa che ad ucciderlo sia stata la stessa persona che ha provato ad uccidere Claudia. Nel frattempo, nel bosco Giovanni brucia le copie delle carte d'identità (la sua e quelle degli altri ospiti dell'albergo) per non essere scoperto. Poco dopo dice a Claudia che secondo lui chi ha cercato di ucciderla non è la stessa persona che ha ammazzato Max.
Lidia è in crisi e comunica al gruppo che ha deciso di lasciare i Carabinieri. In una baita più a nord, Lorenzo trova una pistola che vuole tenere per potersi difendere e per vendicare la morte del padre. Nella tasca della giacca di Max viene ritrovata una foto che lo ritrae con il cognato Giorgio e una donna che era morta durante una scalata: è la sua prima moglie Miriam, la madre di Petra.
30 dicembre 2022, sei giorni dopo la valanga.
Lorenzo è convinto che sia stato Giorgio ad uccidere Max, poiché l'uomo ritiene il cognato responsabile della morte di Miriam, e lo affronta con la pistola. Giorgio nega di aver ucciso Max, e Marco e Anita intervengono in tempo riuscendo a fermare il ragazzo. Giorgio viene rinchiuso in una stanza dell'hotel dove riceve la visita della nipote Petra, alla quale racconta di aver consegnato la foto e alcune mappe a Max poco prima della sua morte, chiarendosi finalmente con lui dopo tanti anni.
Lara, la figlia di Umberto, si allontana nel bosco trovando in ipotermia Hamid, il bambino egiziano che Karim teneva nascosto nel proprio appartamento e che era scappato poco prima all'arrivo di Andrea alla ricerca di provviste; Lidia gli salva la vita portandolo in albergo. Viene poi celebrato il funerale di Max, in occasione del quale Petra attacca pubblicamente Sarah, sulla base di quanto le ha raccontato poco prima Giorgio e per il fatto di aver avviato assieme al marito una trattativa con i coniugi Volturno per vendere l'hotel senza coinvolgere lei e il fratellastro Lorenzo.
- Altri interpreti: Lorenzo Buran (Giorgio da giovane), Elettra Mallaby (Miriam), Alberto Mariotti (Max da giovane).
- Ascolti: telespettatori 4 000 000 – share 18,89%[7].

## Una nuova speranza
- Diretto da: Riccardo Donna
- Soggetto di: Michelangelo La Neve, Peppe Millanta, Michela Straniero, Valerio D'Annunzio e Andrea Valagussa
- Scritto da: Peppe Millanta, Michela Straniero, Andrea Valagussa e Valerio D'Annunzio

### Trama
Carcere di Marsiglia, tre anni prima.
Karim sta per essere scarcerato e dice al suo compagno di cella che andrà a lavorare come barista.
Porto di Marsiglia, un anno dopo.
Karim lavora al porto e riceve l'offerta del suo ex compagno di cella, appena uscito per buona condotta, di lavorare con lui nel traffico di clandestini. Tempo dopo Karim verrà assunto come barista nell'hotel di Zanin, lavoro che gli servirà come copertura.
31 dicembre 2022, sette giorni dopo la valanga.
Hamid si risveglia e a parlargli nella loro lingua è Karim, che però fa finta di non conoscerlo e, approfittando del fatto che è l'unico a poter comunicare verbalmente con lui, gli dice di mentire ogni volta che Lidia li incontra.
Il gruppo si infuria con Petra quando ammette di aver liberato Giorgio, pronto ad aiutare il gruppo a scalare la ferrata. Claudia scopre che Max è stato ucciso da un ambidestro o un mancino, e Marco nota che Giovanni usa la mano sinistra ottenendo una versione diversa dal figlio dell'uomo rispetto a come si fosse fatto male alla mano. Marco ne parla con Claudia e accusa direttamente Giovanni, il quale nega di essere l'assassino spiegando di essere scivolato sulla neve e che a loro per vergogna ha detto di essersi fatto male in stanza. Ruggero Volturno intanto continua a farsi fare scorte di cibo e vino dal cuoco dell'hotel Andrea in cambio di molti soldi; per gli altri sopravvissuti invece rimangono scorte per dieci giorni. Sarah spiega a Petra che Max voleva vendere l'hotel affinché i figli non si sentissero obbligati a rimanere nella valle, e le chiede perdono.
La sera di Capodanno, Giorgio si mette in contatto con Petra via radio e la avvisa del fatto che ha oltrepassato la montagna e che sta per raggiungere il paese più vicino, ma in quel momento lo zio urla e la comunicazione si interrompe. Durante la festa, Lorenzo allontana Anita, la quale poco dopo sente Riccardo parlare di lei alla sorella, che non si è ancora risvegliata, e capisce che si è preso una cotta. Fuori dall'albergo Lorenzo, visibilmente ubriaco, si bacia con la sua ex, la cameriera Marta, mentre Anita osserva la scena; tuttavia, si riprende e le dice che non può farlo. Poco distante, a sorpresa Claudia bacia Giovanni e i due finiscono per fare l'amore, come anche Marco con Irene.
- Altri interpreti: Mohamad Khallouf (trafficante di clandestini).
- Ascolti: telespettatori 3 450 000 – share 19,65%[7].

## Il peso della verità
- Diretto da: Riccardo Donna
- Soggetto di: Michelangelo La Neve, Peppe Millanta, Michela Straniero, Valerio D'Annunzio e Andrea Valagussa
- Scritto da: Peppe Millanta, Michela Straniero, Andrea Valagussa e Valerio D'Annunzio

### Trama
Sei mesi prima.
Si scopre che Irene è una prostituta che Lo Bianco ha ingaggiato per diventare la fidanzata di Marco con l'obiettivo di avvicinare Claudia.
1º gennaio 2023, otto giorni dopo la valanga.
Petra è costretta a raccontare alla matrigna che Giorgio è scomparso e Luca racconta tutto agli altri ospiti dell'hotel che vanno nel panico. Marco ci rimane male quando scopre che Claudia ha passato la notte con Giovanni. Ruggero continua a pretendere le scorte per sé dal cuoco dell'hotel il quale gli fa presente che, se nessuno verrà a salvarli, presto la situazione degenererà e si arriverà ad uccidere per poter mangiare e sopravvivere. Lidia capisce che Hamid è un clandestino e chiede a Karim di aiutarla a trovare il trafficante, non sapendo che lui è coinvolto. Marco continua a sospettare di Giovanni e ne parla anche con Lidia raccomandandole di non consegnargli nessuna delle armi recuperate al comando dei Carabinieri. Petra, Anita, Riccardo e Giovanni andando alla baita di Giorgio recuperano del carburante e sulla strada vengono rinvenute la macchina di Claudia e poco dietro quella di Giovanni; Riccardo inizia a non credere più a quello che gli racconta il padre. Luca cerca di appiccare un incendio per far sì che possano arrivare dei soccorsi ma Giovanni spara un colpo in aria per fermarlo per evitare che si sprechi il carburante. Marco ribadisce a Lidia quanto Giovanni sia pericoloso. La figlia di Giovanni sembra essere vicina al risveglio. Lorenzo cerca di riconquistare Anita dicendole che la sua ex non significa più nulla per lui. Mentre il gruppo va a caccia, Marco intravede l'auto del maresciallo Piani ed è deciso a recuperare il fascicolo. Giovanni nella stanza di Irene trova una collanina con un dado, la stessa che ha anche lui e che gli ha regalato suo fratello, e la affronta appena rientra. La ragazza dice di essere stata costretta a lavorare per lui per ottenere la libertà ma che si è veramente innamorata di Marco. Giovanni le fa presente che se affonderà lui affonderà anche lei. Irene accompagna Marco ed entra nell'auto del maresciallo recuperando il fascicolo verde dopo aver appurato che all'interno non c'è alcun documento che possa riguardare lei e Giovanni. Al ritorno all'hotel Marco si deve scusare con Giovanni per l'equivoco. Secondo Lidia a questo punto solo il trafficante può aver ucciso Max per paura di essere scoperto.
- Ascolti: telespettatori 4 175 000 – share 20,15%[8].

## Rivelazioni
- Diretto da: Riccardo Donna
- Soggetto di: Michelangelo La Neve, Peppe Millanta, Michela Straniero, Valerio D'Annunzio e Andrea Valagussa
- Scritto da: Peppe Millanta, Michela Straniero, Andrea Valagussa e Valerio D'Annunzio

### Trama
3 gennaio 2023, dieci giorni dopo la valanga.
Riccardo ha preso la scheda del padre dal fascicolo verde e gli chiede chi sia veramente: Giovanni è costretto a raccontargli la verità sul suo passato e sul fratello Rocco Nisi giurandogli però di non essere un assassino. Visionando il fascicolo verde, Claudia scopre che Irene era una prostituta e ne parla con Giovanni sospettando di lei sebbene lui le dica che è fuori strada. Giovanni tranquillizza poi Irene sul fatto che Claudia non può aver scoperto altro su loro due. Lidia inizia a sospettare di Karim e ha la conferma che è lui il trafficante quando a casa sua trova un disegno fatto da Hamid il quale le dice che è lui il cattivo. Lidia torna quindi a indossare la divisa e arresta Karim il quale però nega di aver a che fare con Rocco Nisi e di aver ucciso Max, sostenendo che il coltello ritrovato a casa sua non lo abbia messo lì lui. Irene spiega a Claudia che è stata costretta a fare la prostituta, che ora ha cambiato vita e che non vuole rinunciare a Marco.
5 gennaio 2023, dodici giorni dopo la valanga.
Lorenzo vuole uscire dalla valle con il parapendio dato il vento a favore. Karim ascolta il suo piano attraverso una grata e riesce a liberarsi colpendo Lidia. Prende poi in ostaggio Claudia e con una motoslitta raggiunge una vetta venendo raggiunto però subito dal resto del gruppo. Quando si punta una pistola alla testa, Giovanni lo ferma dicendo di credergli e di essere lui la persona che ha cercato di uccidere Claudia perché costretto dal fratello. Mentre Karim ne approfitta fuggendo con la motoslitta, Marco si avventa su Giovanni che viene poi riportato all'albergo e rinchiuso sebbene faccia presente di non essere lui l'assassino di Max. Poco dopo arriva una comunicazione via radio che Ruggero riesce a sentire; tuttavia non fa in tempo a rispondere poiché viene sgozzato da Umberto. Sua figlia vede la scena e scappa via venendo rincorsa dal padre che le spiega che ha dovuto farlo per proteggerla e perché il mondo come lo hanno conosciuto loro non esiste più. Mentre in cielo il gruppo osserva una strana aurora boreale, la figlia di Giovanni all'improvviso si risveglia.
- Ascolti: telespettatori 3 802 000 – share 22,90%[8].